# Olli Määttä
Olli Määttä (Jyväskylä, Finlandia, 22 de agosto de 1994) es un jugador profesional finlandés de hockey sobre hielo que se desempeña en la posición de defensor izquierdo en Detroit Red Wings, equipo de la National Hockey League (NHL).

## Carrera
Fue seleccionado en la primera ronda en la NHL Entry Draft de 2012. En 2013 hizo su debut profesional con el equipo Pittsburgh Penguins, en el cual jugó seis temporadas (2013-2019), después pasó a Chicago Blackhawks (2019-2020), luego a Los Angeles Kings (2020-2022), posteriormente a Detroit Red Wings, donde lleva jugando dos temporadas.